# Katsuura
Katsuura (勝浦市 Katsuura-shi) é uma cidade japonesa localizada na província de Chiba.
Em 2003 a cidade tinha uma população estimada em 22 790 habitantes e uma densidade populacional de 241,91 h/km². Tem uma área total de 94,21 km².
Recebeu o estatuto de cidade a 1 de Outubro de 1958.

## Cidades-irmãs
- Nishi-tokyo, Japão
- Nachikatsuura, Japão
- Katsuura, Japão